# Terry McHugh
Terry McHugh (ur. 22 sierpnia 1963 w Clonmel) – irlandzki lekkoatleta, który specjalizował się w rzucie oszczepem.
W 1988 zadebiutował w igrzyskach olimpijskich, jednak odpadł w eliminacjach. Nie udało mu się wywalczyć awansu do finału na mistrzostwach Europy w 1990 oraz podczas kolejnych igrzysk olimpijskich w 1992. Największe sukcesy na arenie międzynarodowej odniósł w 1993 i 1994, kiedy odpowiednio był dziesiąty na mistrzostwach świata oraz siódmy w czempionacie Starego Kontynentu. W 1996 ponownie nie przebrnął eliminacji podczas igrzysk olimpijskich, w 1998 nie awansował do finału mistrzostw Europy, a w 2000 czwarty raz w karierze zakończył na eliminacjach udział w igrzyskach olimpijskich. Zdobył 21 tytułów mistrza Irlandii (w latach 1984–2004) oraz reprezentował kraj w pucharze Europy. 
W 1999 i 2000 został międzynarodowym mistrzem Szwajcarii, w 1985 zdobył złoty medal mistrzostw Irlandii Północnej. Ma w dorobku także medale mistrzostw Wielkiej Brytanii (AAA Championships) – srebro w 1997 oraz Australii – brąz w 2000.
Rekord życiowy: 82,75 (5 sierpnia 2000, Londyn) – rezultat ten jest aktualnym rekordem Irlandii.
Oprócz lekkoatletyki startował także w zawodach bobslejowych – w tej dyscyplinie dwa razy reprezentował swój kraj na zimowych igrzyskach olimpijskich zajmując 1992 w Albertville 32. miejsce w męskich dwójkach oraz w Nagano sześć lata później 27. lokatę w dwójkach oraz 30. w czwórkach. 
Po zakończeniu wyczynowej kariery lekkoatletycznej został trenerem, dzięki dobrym wynikom prowadzonych przez niego szwajcarskich oszczepników (m.in. Stefana Müllera) otrzymał w 2007 nagrodę trenera roku – McHugh jest pierwszym laureatem tej nagrody niebędącym Szwajcarem.

## Osiągnięcia
| Rok  | Zawody                 | Miejsce   | Pozycja           | Wynik |
| ---- | ---------------------- | --------- | ----------------- | ----- |
| 1988 | Igrzyska olimpijskie   | Seul      | el. – 22. miejsce | 76,46 |
| 1990 | Mistrzostwa Europy     | Split     | el. – 19. miejsce | 76,14 |
| 1992 | Igrzyska olimpijskie   | Barcelona | el. – 27. miejsce | 72,36 |
| 1993 | Mistrzostwa świata     | Stuttgart | 10. miejsce       | 76,22 |
| 1994 | II liga pucharu Europy | Dublin    | 1. miejsce        | 79,60 |
| 1994 | Mistrzostwa Europy     | Helsinki  | 7. miejsce        | 80,46 |
| 1995 | Mistrzostwa świata     | Göteborg  | el. – 21. miejsce | 74,56 |
| 1996 | Igrzyska olimpijskie   | Atlanta   | el. – 29. miejsce | 72,84 |
| 1998 | Mistrzostwa Europy     | Budapeszt | el. – 23. miejsce | 72,82 |
| 1999 | I liga pucharu Europy  | Lahti     | 7. miejsce        | 75,11 |
| 1999 | Mistrzostwa świata     | Sewilla   | el. – 20. miejsce | 77,23 |
| 2000 | II liga pucharu Europy | Kowno     | 4. miejsce        | 74,97 |
| 2000 | Igrzyska olimpijskie   | Sydney    | el. – 20. miejsce | 79,90 |
| 2001 | I liga pucharu Europy  | Vaasa     | 6. miejsce        | 74,20 |
| 2001 | Mistrzostwa świata     | Edmonton  | el. – 24. miejsce | 75,49 |
| 2002 | II liga pucharu Europy | Tallinn   | 2. miejsce        | 73,53 |
| 2003 | II liga pucharu Europy | Århus     | 6. miejsce        | 69,45 |
| 2004 | II liga pucharu Europy | Reykjavík | 3. miejsce        | 72,54 |